# Pierre Kamina
 (octobre 2018).
Si vous disposez d'ouvrages ou d'articles de référence ou si vous connaissez des sites web de qualité traitant du thème abordé ici, merci de compléter l'article en donnant les références utiles à sa vérifiabilité et en les liant à la section « Notes et références ».
Le Dr Pierre Kamina (né le 9 septembre 1934 à Ouagadougou au Burkina Faso) est un professeur d'anatomie de l'Université de Poitiers et l'auteur d'un grand nombre d'ouvrages d'anatomie. Il étudie à l'orphelinat le Foyer des Métis de Bingerville, en Côte d'Ivoire, entre 1943 et 1948. Il sort major en 1948 du concours des bourses de Côte d'Ivoire et part faire ses études secondaires en France.

## Principales œuvres
- Anatomie Gynécologique et Obstétricale (Maloine, 1974). Couronné par l'Académie de Médecine
- Explorations fonctionnelles en obstétrique (Maloine, 1977).
- Dictionnaire - Atlas d'Anatomie, 3 tomes (Maloine, 1983). Couronné par l'Académie de Médecine, et par le Comité Consultatif de la Langue Française (Prix Georges-Pompidou).
- Collection « Anatomie. Introduction à la clinique », 11 volumes (Maloine, 1986).
- Petit dictionnaire d'Anatomie, d'Embryologie et d'Histologie (Maloine, 1990).
- Planches d'Anatomie (Maloine, 1991).
- Petit Atlas d'Anatomie (Maloine, 1999).
- Anatomie opératoire en Gynécologie et Obstétrique (Maloine, 2000). Couronné par l'Académie de Médecine.
- Anatomie Clinique 5 tomes (Maloine, 2009).
- Atlas d'Anatomie. Morphologie. Fonction. Clinique. (Maloine, 2012)
- Traduction et adaptation de 8 ouvrages dont l’Atlas d'Anatomie Humaine de F.H. Netter (Maloine, 1998)

## Distinctions et carrière professionnelle
- Docteur en médecine (Bordeaux, 1963)
- Professeur agrégé d'Anatomie (Poitiers, 1971)
- Gynécologue - Accoucheur des Hôpitaux (Faculté de Médecine et de Pharmacie de Poitiers 1971-2003)
- Directeur de l’École de Sage-femme de Poitiers (1995-2005)
- Professeur émérite (2003-2005)
- Commandeur des Palmes académiques (2002)
- Chevalier de la Légion d'honneur (2003)